# Cindy Klassenová
Cindy Klassenová (* 12. srpna 1979 Winnipeg, Manitoba) je bývalá kanadská rychlobruslařka, několikanásobná olympijská medailistka a mistryně světa. Je první rychlobruslařkou, která získala na jedněch zimních olympijských hrách pět medailí.
Svoji sportovní kariéru začala v ledním hokeji, jako juniorka reprezentovala Kanadu. Poté, co nebyla nominována na Zimní olympijské hry 1998, se rozhodla přestoupit k rychlobruslení, pro které objevila přirozený talent. Již v roce 2001 získala první medaili na mistrovství světa – bronzovou na dráze 1500 m. Následovaly další medailové úspěchy jak z mistrovství světa tak i olympijských her. Vyvrcholením byla sezóna 2005/2006, kdy získala na Zimních olympijských hrách v Turíně celkově pět medailí, vyhrála mistrovství světa v rychlobruslení ve víceboji a zvítězila i v celkovém hodnocení světového poháru na tratích 1500 m a 3000/5000 m. V roce 2006 získala Cenu Oscara Mathisena.
V rámci příprav na Zimní olympijské hry 2010 ve Vancouveru se rozhodla nenastupovat do závodů světového poháru. V roce 2008 se k závodění vrátila, kvůli vážné nehodě své sestry v únoru téhož roku ale sezónu předčasně ukončila. V létě 2008 navíc prodělala operaci kolen, kvůli čemuž vynechala i sezónu 2008/2009. Do Vancouveru se i přesto kvalifikovala, ale přibližně dvouletý výpadek kariéry byl znát, neboť v závodech na ZOH obsadila místa ve druhé a třetí desítce.
Následující sezónu však zahájila 2. místem v závodě na 3000 m v rámci světového poháru 2010/2011 a zakončila ji ziskem zlaté medaile ze stíhacího závodu družstev na mistrovství světa na jednotlivých tratích 2011. Na světovém šampionátu na jednotlivých tratích 2012 získala s kanadským týmem stříbrnou medaili. Poslední závody absolvovala na MS o rok později, kde na tratích 3 a 5 km skončila ve druhé desítce. V následujících dvou sezónách již nestartovala a v červnu 2015 oznámila definitivní ukončení sportovní kariéry.